# Clarence Henry
Clarence „Frogman“ Henry (19. března 1937, Algiers, New Orleans, Louisiana, USA – 7. dubna 2024) byl americký rhythm and bluesový zpěvák. Jeho vzor byl Fats Domino. Začínal počátkem padesátých let, hrál mj. ve skupině Bobby Mitchell and the Toppers. Hrál na klavír a pozoun. V roce 1956 měl úspěch se singlem „Ain't Got No Home“. V roce 2007 byl uveden do Louisianské hudební síně slávy.
Zemřel v roce 2024 ve věku 87 let.